# Savoy-Hotel 217
Pour plus de détails, voir Fiche technique et Distribution.
Savoy-Hotel 217 (titre français : Savoy Hotel) est un film allemand réalisé par Gustav Ucicky sorti en 1936.

## Synopsis
Sous l'Empire russe, la jeune danseuse Nastasia Daschenko vit dans la chambre 217 du prestigieux Savoy Hotel à Moscou. Juste à côté se trouve un certain Sergueï Shuvalov, avec qui Nastasia partage un passé commun. La jeune tête brûlée avait déjà assassiné son mari, espérant capturer Nastasia pour elle-même. Schuvalov a dû passer de nombreuses années dans un camp sibérien pour son meurtre. Nastasia est maintenant mariée pour la deuxième fois et veut se débarrasser de son mari Fedor Daschenko, un commerçant dont elle a adopté le nom. Le divorce est déjà en cours. Son cœur appartient à un nouvel homme : Andrei Volodkin. Il est maître d'hôtel à l'hôtel Savoy et responsable de l'étage de Nastasia. Il est, comme on dit, un "gars entier". Il aime se regrouper avec beaucoup de femmes et ne veut en aucun cas s’engager avec qui que ce soit. Andrei est aussi lié avec Anna Orlowa, la gardienne, plus âgée. Pour lui, c'est une aventure, alors qu'Anna voit les choses différemment : elle se voit comme son épouse et espère pouvoir le lier avec ses propres atouts. Mais Andrei s'est déjà tourné vers une nouvelle femme, la femme de chambre Daria Plagina. C'est le point de départ de l'histoire.
Lorsqu'Andrej veut sortir avec Daria, elle est un peu mal à l'aise, car elle pense n'avoir rien à porter. Andrei demande alors à Nastasia de parcourir sa garde-robe, pour une robe pour Daria. Nastasia en donne une à Daria. Andrei et Daria passent une bonne soirée, mais après leur retour, la jeune employée de l’hôtel est convoqué par le chef du personnel, Anna affirme que Daria lui a volé 40 roubles. Daria aurait acheté la nouvelle robe avec elle. Andrei se rend alors chez Nastasia Daschenko et lui demande de confirmer qu'elle a donné cette robe à Daria. Mais Nastasia a ses propres projets avec Andrey et lui refuse cette demande. Alors Andrei a une rage qui fait que Nastasia le laisse simplement se tenir debout et disparaît dans son boudoir. Puis soudain des coups de feu sont tirés : Nastasia est retrouvé assassiné. Immédiatement, les deux principaux suspects sont soupçonnés : Andrei et Shuvalov. Mais la police est impuissante, ils n'ont aucune preuve de leurs soupçons.
Anna essaie de persuader Andrei de l'épouser. Il refuse. En colère, Anna s'enfuit et va à la police pour raconter la dispute d'Andrei avec la femme assassinée - la dernière fois que Nastasia a été vue vivante. Afin de désavouer définitivement Andrej, la jalouse Anna invente quelques autres déclarations qui le gênent. Maintenant, Andrei Volodkin est arrêté. L'accusé fournit un alibi. Entre-temps, il est licencié. Volodkin trouve refuge dans un asile de nuit, et se rencontre Shuvalov et Daschenko, le veuf de Nastasia. Lors d'une partie de cartes avec les deux, il découvre l'anneau de Nastasia à la main de Daschenko, que seul le meurtrier peut avoir arraché du doigt après sa mort. Daschenko nie d'abord, mais avoue finalement le meurtre. Pendant ce temps, Daria a amené Anna à réviser leurs fausses déclarations faites à la police. Mais elle a promis à Anna de quitter la ville et de lui laisser Andrei. Mais au dernier moment, Andrei fait irruption et avoue son amour à Daria. Les deux restent ensemble.

## Fiche technique
- Titre : Savoy-Hotel 217
- Réalisation : Gustav Ucicky assisté d'Eduard von Borsody
- Scénario : Gerhard Menzel
- Musique : Walter Gronostay
- Direction artistique : Robert Herlth, Walter Röhrig
- Costumes : Herbert Ploberger
- Photographie : Fritz Arno Wagner
- Son : Hermann Fritzsching
- Montage : Eduard von Borsody
- Production : Fritz Podehl
- Sociétés de production : UFA
- Société de distribution : UFA
- Pays d'origine :  Reich allemand
- Langue : allemand
- Format : Noir et blanc - 1,37:1 - Mono - 35 mm
- Genre : Policier
- Durée : 92 minutes
- Dates de sortie :
  - Troisième Reich : 7 avril 1936.
  - Slovénie : 25 avril 1936.
  - Danemark : 20 juillet 1936.
  - Finlande : 16 août 1936.
  - Hongrie : 20 août 1936.
  - France : 30 avril 1937[1].
  - Suède : 18 octobre 1937.
  - Empire du Japon : 13 octobre 1938.
  - Espagne franquiste : 13 juillet 1939.

## Distribution
- Hans Albers : Andrei Antonovitch Volodkin
- Brigitte Horney : Nastasia Andreievna Daschenko
- Alexander Engel : Fedor Fedorovitch Daschenko
- René Deltgen : Sergei Gavrilovitch Schuvalov
- Gusti Huber : Daria Sergeievna Plagina
- Käthe Dorsch : Anna Fedorovna Orlova
- Jakob Tiedtke : Leonid Alexandrovitch Schapkin
- Aribert Wäscher : Pavel Pavlovitch, un magicien
- Hans Leibelt : Le juge d'instruction
- Paul Ludwig Frey : Le commissaire criminel
- Paul Westermeier : Le conducteur de traîneau
- Carl Auen : Le détective
- Fritz Berghof : Aribor
- Hellmuth Bergmann : Le gardien de sécurité
- Paul Bildt : Le mendiant
- Horst Birr (de) : Vania, le commis de l'hôtel
- Günther Brackmann : Le page
- Walter Brückner : Un spectateur du spectacle de variété
- Viktor Carter : Un jeune homme en uniforme
- Jac Diehl (de) : Un spectateur du spectacle de variété
- Michael Distler : Un Russe
- Erich Dunskus : Un surveillant
- Max Harry Ernst : Un employé de l'hôtel
- Karl Etlinger : Igor Andrei, un joueur de tuba
- Erich Fiedler (de) : un garçon d'étage
- Lothar Glathe : Un spectateur du spectacle de variété
- Ralph-Willy Grunert : Un employé de l'hôtel
- Albert Hugelmann : Un pensionnaire de l'asile de nuit
- Margot Höpfner (de) : Une danseuse
- Herbert Hübner : Julio Simkovitch, le chef du personnel de l'hôtel
- Carl Iban (de) : Un pensionnaire de l'asile de nuit
- Babette Jensen : Une femme de chambre
- Josef Karma : Un pensionnaire de l'asile de nuit
- Jens Keith (de) : Un danseur
- Hans Meyer-Hanno : Un pensionnaire de l'asile de nuit
- Werner Pledath (de) : Michael Trofinavitch, un garçon d'étage
- Tine Schneider : Une spectatrice du spectacle de variété
- S. O. Schoening (de) : Un propriétaire de commerce russe
- Rudolf Schündler : Le directeur général du Savoy-Hotel
- Friedrich Teitge : Le joueur d'orgue de barbarie
- Tommy Thomas : Un page
- Walter von Allwörden (de): Le greffier du juge d'instruction
- Else Ward : La femme russe à la fête de Pâques
- Raimund Warta : Un commis de l'hôtel
- Eduard Wenck (de) : Ivan Ivanovitsch, le portier de l'hôtel
- Ewald Wenck : Un conducteur de traîneau

## Article annexe
- Liste des longs métrages allemands créés sous le nazisme

## Crédit d'auteurs
- (de) Cet article est partiellement ou en totalité issu de l’article de Wikipédia en allemand intitulé « Savoy-Hotel 217 » (voir la liste des auteurs).